# Сражение за Яву
Сражение за Яву или Яванская операция (японское кодовое наименование Операция J) — операция японской  армии по захвату острова Ява, проведённая 28 февраля — 8 марта 1942 года во время Второй мировой войны.

## Военно-стратегическая ситуация
К 20 февраля японцы завершили окружение Явы, захватив остров Калимантан, юг острова Суматра, а также острова Бали и Тимор. Полагая, что Яву союзникам не защитить, генерал Уэйвелл обратился к начальникам союзных штабов с предложением не выгружать в Батавии австралийскую дивизию, которая уже была отправлена на помощь голландцам, а использовать её для обороны Бирмы, однако 20 февраля он получил от Объединённого комитета начальников штабов указание удерживать Яву любой ценой. Чтобы Уэйвелл мог сконцентрироваться на этой задаче, из-под его командования была изъята Бирма. На это Уэйвелл ответил, что защиту Явы лучше доверить нидерландскому командующему, а ввиду того, что ABDA больше не имеет других объектов защиты, он просит распустить его штаб и освободить его от командования ABDA ибо само существование такого объединённого командования потеряло смысл. На следующий день его просьба была удовлетворена. Последним действием Уэйвелла был приказ повернуть к Яве транспорты, которые везли к Цейлону разобранные американские самолёты и лётчиков (один из транспортов дошёл до Явы, но собрать самолёты уже не успели). 25 февраля Уэйвелл покинул Яву, чтобы принять командование индийским театром военных действий.
Понимая, что реальных надежд на удержание Явы не было, голландцы и англичане стремились занять последние места на пароходах, уходящих к Цейлону. В это же время в Сурабае и Батавии разгружались суда с беженцами из Сингапура и с восточных островов Голландской Ост-Индии.
Королевская голландская ост-индская армия имела на Яве 25 тысяч человек, на острове находились также австралийские, английские и американские части — в основном, бежавшие с Сингапура или Малаккского полуострова, и потерявшие при этом значительную часть снаряжения. ВВС находились в плохом состоянии, при этом на острове скопилось более 6 тысяч пилотов, механиков и солдат обслуживания ВВС, которые были лишены самолётов.
После 19 февраля, когда японцы привели в порядок аэродромы на Бали и Южной Суматре, налёты японской авиации стали ежедневными и, по мере приближения дня высадки, становились всё более интенсивными. Не зная, куда противник направит основной удар, командующий обороной острова адмирал Хелфрих приказал подводным лодкам патрулировать Зондский пролив, а остальным кораблям собраться в две эскадры, чтобы охранять западную и восточную оконечности острова. Полагая, что вторжение будет произведено с двух концов острова, союзники расположили основные силы в районе Батавии и Сурабайи, оголив центральную часть Явы.

## Ход операции

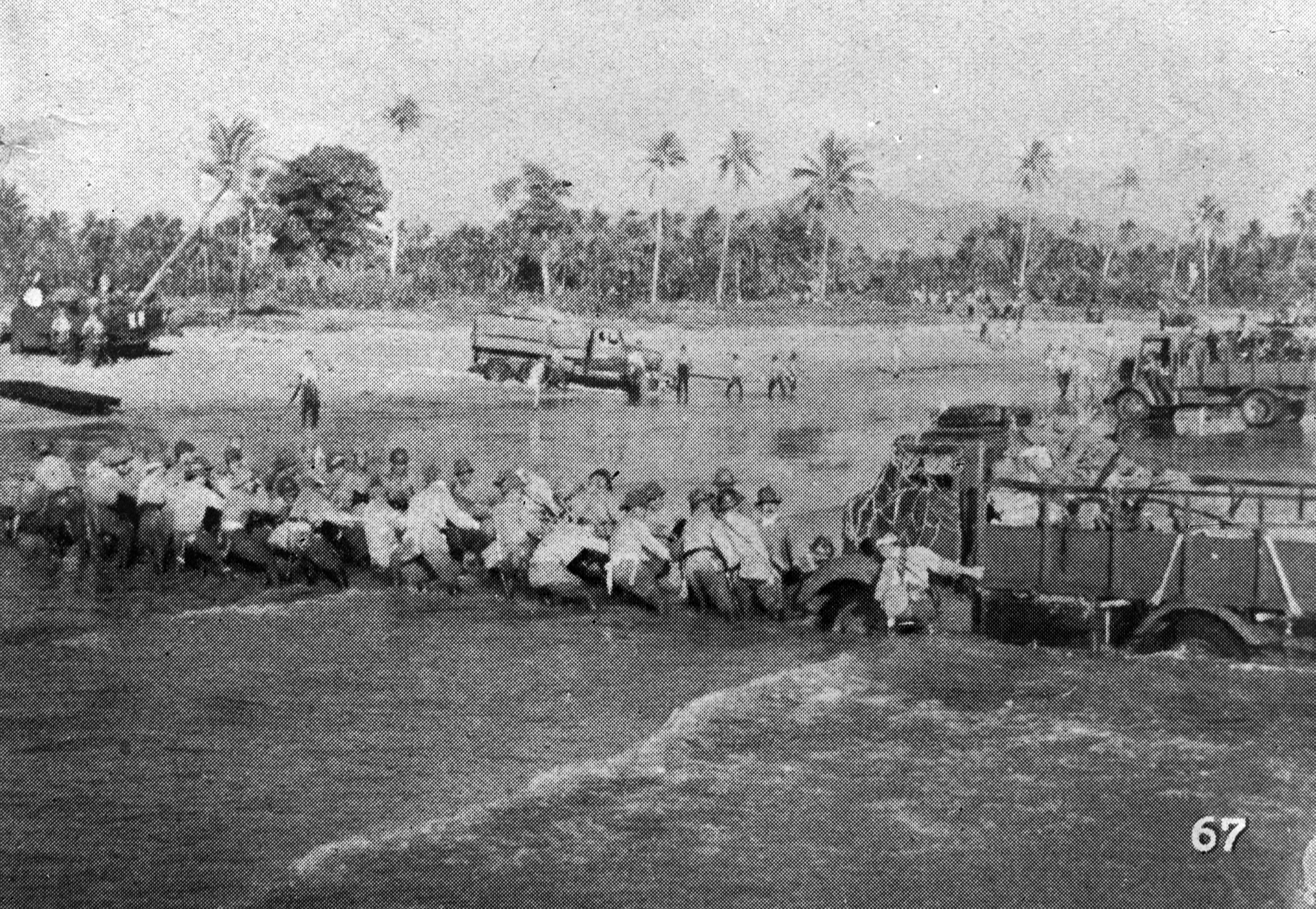
Японские войска высаживаются на яванский берег

24 февраля голландцы обнаружили караван транспортов, шедший к Яве Макассарским проливом. Чтобы настичь и уничтожить его, в Яванское море вышла эскадра союзников под командованием адмирала Доормана. 25 февраля Доорман не смог найти японских транспортов, и на следующий день вышел в море вновь. Утром 27 февраля, возвращаясь в Сурабайю, он получил известие, что японские транспорты приближаются к берегу, и немедленно пошёл на перехват, однако вместо транспортов наткнулся на эскадру адмирала Такаги. В ходе сражения в Яванском море союзная эскадра была разгромлена, а сам Доорман — погиб. На следующий день остатки союзного флота попытались прорваться к Цейлону, но были уничтожены японцами. После этого противостоять японскому десанту было нечем.
1 марта японская восточная десантная группа высадилась в 150 км к западу от Сурабайи, где не было никаких войск, и к утру 2 марта продвинулась более чем на 50 км, захватив нефтепромыслы и железнодорожный узел. К утру 7 марта японцы вступили в Сурабайю.
Десант западной группы высадился в двух пунктах по обе стороны от Батавии, и тут же двинулся вглубь острова с целью захвата аэродромов и перерезания железной дороги между Батавией и Бандунгом. Нападение было столь внезапным, что аэродромы достались японцам вместе с самолётами. 5 марта нидерландские части оставили Батавию и начали отступать к Бандунгу.
Перед оставлением Батавии командующий обороной города генерал Тер Портен предложил объявить её «открытым городом», и сообщил в ответ на запросы английского и австралийских офицеров, что нидерландское правительство не намерено принимать мер по организации партизанской войны «ввиду неясности отношения местного населения к европейцам». Австралийцы и англичане ещё не успели занять позиции у Бандунга, как утром 8 марта Тер Портен обратился по радио к войскам на Яве с приказом о безоговорочной капитуляции.

## Результаты
Согласно официальным японским данным, в плен на Яве попало 93 тысячи голландцев и 5 тысяч австралийцев, англичан и американцев. После падения Явы занятие остальных частей Голландской Ост-Индии производилось японцами практически без боестолкновений.